# Hegyi császárgalamb
A hegyi császárgalamb (Ducula badia) a madarak osztályának galambalakúak (Columbiformes) rendjébe és a galambfélék (Columbidae) családjába tartozó faj.
A magyar név forrással nincs megerősítve, lehet, hogy az angol név tükörfordítása (Mountain Imperial-Pigeon).

## Előfordulása
Bhután, Brunei, Kambodzsa, Kína, India, Indonézia, Laosz, Malajzia, Mianmar, Nepál, Thaiföld és Vietnám területén honos.

## Alfajai
- Ducula badia badia
- Ducula badia capistrata
- Ducula badia carolinae
- Ducula badia cuprea
- Ducula badia griseicapilla
- Ducula badia insignis
- Ducula badia obscurata

## Megjelenése
Testhossza 43-50 centiméter.